# Авл Плавтий (консул-суффект 29 года)
Авл Пла́втий (лат. Aulus Plautius; умер между 57 и 61 годами) — политический деятель эпохи ранней Римской империи.

## Биография
Отцом Авла был консул-суффект 1 года до н. э. Авл Плавтий, а матерью — Вителлия. Мало что известно о ранней карьере Авла Плавтия. Ранее считалось, что он был вовлечен в подавление восстания рабов в Апулии, вероятно, в 24 году вместе с Марком Элием Целером. Однако теперь предполагается, что в тех событиях был задействован его отец. В 29 году Плавтий занимал должность консула-суффекта, а затем был наместником, вероятно, Паннонии, в первые годы правления императора Клавдия. Одна надпись сообщает, что он наблюдал за строительством дороги между Триестом и Риекой в это время.
Клавдий назначил Плавтия командующим вторжением римлян в Британию в 43 году, предлогом к которому было свержение катувеллаунами Верики, царя атребатов и союзника Рима. Армия состояла из четырёх легионов, IX Испанского, II Августова, XIV Парного и XX Валериева Победоносного, и приблизительно 20 тысяч вспомогательных войск. На берегу Северной Галлии Плавтий столкнулся с мятежом солдат, не хотевших пересекать море. Однако с помощью императорского секретаря Нарцисса он сумел с ним справиться. Римская армия высадилась на территории современного графства Кент. Плавтию удалось одержать победу над британцами, возглавляемыми вождем катувеллаунов Каратаком.
Добравшись до Темзы, Плавтий остановился и дождался прибытия Клавдия со слонами и подкреплением и завершил поход взятием Камулодуна. На завоеванной территории была основана новая провинция. Плавтий стал первым наместником Британии, был им до 47 года и сменён Осторием Скапулой. По возвращении в Рим Плавтий был удостоен овации, в ходе которой сам император шёл рядом с ним из Капитолия.
Плавтий, вероятно, был отдаленным родственником первой жены Клавдия, Плавтии Ургуланиллы. Супругой Авла была Помпония Грецина; его сыном, вероятно, был Авл Плавтий, любовник Агриппины Младшей, убитый Нероном.

## В культуре
Авл Плавтий является персонажем исторического романа Генрика Сенкевича «Камо грядеши» и появляется в экранизациях романа.
Авл Плавтий выступает в качестве антагониста в сериале «Британия», стартовавшем в январе 2018 на телеканале Sky1 (Великобритания) и на сервисе Amazon Prime Video (США)